# Saint-Bonnet-Elvert
Saint-Bonnet-Elvert település Franciaországban, Corrèze megyében. Lakosainak száma 226 fő (2022. január 1.). Saint-Bonnet-Elvert Champagnac-la-Prune, Forgès, Saint-Chamant, Saint-Sylvain és Argentat-sur-Dordogne községekkel határos.

## Népesség
A település népessége az elmúlt években az alábbi módon változott:
| Lakosok száma | 341  | 230  | 188  | 185  | 207  | 207  | 207  | 213  | 213  | 226  |
|               | 1968 | 1982 | 1990 | 2006 | 2013 | 2015 | 2017 | 2019 | 2020 | 2022 |